# Astrochelys yniphora
Astrochelys yniphora é uma espécie de réptil da família Testudinidae endêmica de Madagascar.

## Distribuição geográfica e habitat
A espécie é encontrada apenas nas florestas secas na região da Baía Baly no noroeste de Madagascar, próximo à cidade de Soalala.